# アーサー・ニューマン
- アーサー・ヌマン

アーサー・ニューマン（アルトゥル・ヌーマン、Arthur Numan, 1969年12月14日 - ）は、オランダ・ヘームスケルク出身の元同国代表サッカー選手、元サッカー指導者。現役時代のポジションはDF。

## 経歴
HFCハールレムでデビューすると、FCトゥウェンテを経て1992年にオランダのPSVアイントホーフェンへ移籍。その後、レンジャーズFCにて引退。
オランダ代表としては45試合に出場しており、2度のFIFAワールドカップと2度のUEFA欧州選手権で代表に選ばれた。
現役引退後もサッカーに携わっており、2011年に現場から離れて以降はアストン・ヴィラFCやAZアルクマールなどでスカウトを歴任した。

## 代表歴

### 出場大会
- オランダ代表
  - 1994 FIFAワールドカップ (ベスト8)
  - 1998 FIFAワールドカップ (ベスト4)

### 試合数
- 国際Aマッチ 45試合 0得点（1992年-2002年）[2]

| オランダ代表 | 国際Aマッチ | 国際Aマッチ |
| 年           | 出場        | 得点        |
| ------------ | ----------- | ----------- |
| 1992         | 2           | 0           |
| 1993         | 0           | 0           |
| 1994         | 5           | 0           |
| 1995         | 6           | 0           |
| 1996         | 4           | 0           |
| 1997         | 7           | 0           |
| 1998         | 11          | 0           |
| 1999         | 0           | 0           |
| 2000         | 5           | 0           |
| 2001         | 3           | 0           |
| 2002         | 2           | 0           |
| 通算         | 45          | 0           |

## 獲得タイトル
PSV
- エールディヴィジ： 1回 (1996-97)
- KNVBカップ : 1回 (1995-96)
- ヨハン・クライフ・スハール : 3回 (1995-96, 1996-97, 1997-98)

レンジャーズ
- スコティッシュ・プレミアリーグ : 3回 (1998-99, 1999-00, 2002-03)
- スコティッシュカップ : 4回 (1998-99, 1999-00, 2001-02, 2002-03)
- スコティッシュリーグカップ : 3回 (1998-99, 2001-02, 2002-03)